# Parastrangalis oberthuri
Parastrangalis oberthuri är en skalbaggsart som beskrevs av Hayashi och Jean François Villiers 1985. Parastrangalis oberthuri ingår i släktet Parastrangalis och familjen långhorningar. Inga underarter finns listade i Catalogue of Life.